# Pol-e Humrī
Pol-e Humrī (persa: پل خمري) es una ciudad de Afganistán y del distrito de su nombre. 
Pertenece a la provincia de Baglán.
Su población es de 58.345 habitantes (2007).
Hungría encabeza el Equipo de Reconstrucción Provincial de la ciudad.
- Datos: Q5548439